# شاندور گویدار
شاندور گویدار (مجاری: Sándor Gujdár؛ زادهٔ ۸ نوامبر ۱۹۵۱) بازیکن فوتبال اهل مجارستان بود.
از باشگاه‌هایی که در آن بازی کرده‌است می‌توان به باشگاه فوتبال آریس سالونیک و باشگاه فوتبال بوداپست هونود اشاره کرد.
وی همچنین در تیم ملی فوتبال مجارستان بازی کرده‌است.